# 同田乡
同田乡，是中华人民共和国江西省宜春市丰城市下辖的一个乡镇级行政单位。

## 行政区划
同田乡下辖以下地区：
同田社区、长塘村、同田村、沿江村、候塘村、镇坊村、青山村、钞塘村、夏家村、岗上村、肖家村、联合村、龙江村、龙赣村、上峰村、新联村和龙凤村。